# Noel Willman
Noel Willman (Derry, 4 agosto 1918 – New York, 24 dicembre 1988) è stato un attore e regista teatrale britannico.

## Biografia
Nato in Irlanda, Noel William ha studiato recitazione al London Theatre Studio e ha lavorato come servo di scena durante la tournée de L'opera del mendicante diretta da John Gielgud; durante il tour andò in scena nel ruolo del protagonista Macheath quando all'improvviso sia Michael Redgrave che il suo sostituto furono indisposti. Durante la seconda guerra mondiale recitò nei tour dell'Old Vic per la regia di Tyrone Guthrie. Fu Guthrie a incoraggiarlo a diventare regista e Willman fece il suo esordio alla regia nel 1942 in un allestimento di Ah, Wilderness! di Eugene O'Neill.
Ottenne il suo più grande successo nel 1962 quando diresse il dramma di Robert Bolt Un uomo per tutte le stagioni a Broadway, vincendo il Tony Award alla miglior regia di un'opera teatrale. Secondo Bolt il contributo di Willman fu essenziale per il successo del dramma, dato che fu proprio il regista a volere Paul Scofield nel ruolo del protagonista Tommaso Moro. Nel 1966 fu nuovamente candidato al Tony Award per la sua regia de Il leone d'inverno a Broadway. Willman collaborò ancora con Bolt per le opere teatrali The Tiger and the Horse e Gentle Jack e recitò anche ne Il dittor Zivago, sceneggiato da Bolt. Attivo anche come attore cinematografico, Willman ha recitato in diversi altri film, tra cui L'uomo che sapeva troppo, Il mistero del castello, Scuola di spie, La morte arriva strisciando e Dossier Odessa.

## Filmografia parziale

### Cinema
- The Pickwick Papers, regia di Noel Langley (1952)
- Androclo e il leone (Androcles and the Lion), regia di Chester Erskine (1952)
- Una storia di guerra (Malta Story), regia di Brian Desmond Hurst (1953)
- Lord Brummell (Beau Brummell), regia di Curtis Bernhardt (1954)
- Il vendicatore nero (The Dark Avenger), regia di Henry Levin (1955)
- L'uomo che sapeva troppo (The Man Who Knew Too Much), regia di Alfred Hitchcock (1956)
- Al di là del ponte (Across the Bridge), regia di Ken Annakin (1957)
- Scuola di spie (Carve Her Name with Pride), regia di Lewis Gilbert (1958)
- La tragedia del Phoenix (Cone of Silence), regia di Charles Frend (1960)
- I gangsters di Piccadilly (Never Let Go), regia di John Guillermin (1960)
- Giungla di cemento ( The Criminal), regia di Joseph Losey (1960)
- Two Living, One Dead, regia di Anthony Asquith (1961)
- Il mistero del castello (The Kiss of the Vampire), regia di Don Sharp (1963)
- Il dottor Živago (Doctor Zhivago), regia di David Lean (1965)
- La morte arriva strisciando (The Reptile), regia di John Gilling (1966)
- Dossier Odessa (The Odessa File), regia di Ronald Neame (1974)

### Televisione
- Target – serie TV, episodio 1x26 (1958)
- Attenti a quei due (The Persuaders!) – serie TV, episodio 1x13 (1971)
- 21 ore a Monaco (21 Hours at Munich), regia di William A. Graham – film TV (1976)